# Ypsolopha divisella
Ypsolopha divisella is een vlinder uit de familie spitskopmotten (Ypsolophidae). De wetenschappelijke naam is voor het eerst geldig gepubliceerd in 1915 door Chretien.
De soort komt voor in Europa.